# 高校教師
高校教師是指以下的節目：
1. 1974年 東京電視台播出的電視連續劇。主演：加山雄三。
2. 1993年與2003年由TBS野島伸司編劇的系列電視連續劇。2003年放送版本，是1993年的續作（故事已經渡過了十年的歲月）。

## 電視劇

### 1993年高校教師
- 1993年1月8日～3月19日播出，全11集。
- 平均收視率21.9%、最高收視率33.0%

#### 故事劇情
羽村隆夫以生物老師的身分進入了日向女子高中任教，沒想到他的學生之一的的二宮繭對他展開愛的攻勢，讓他陷入了迷網之中，老師與學生禁忌的愛開始萌芽。隆夫擔心自己與繭之間的關係遭到誤解，因而故意逃避，不過他之後明白繭悲慘的人生之後，兩人無法分開...... 

#### 角色
- 羽村隆夫 - 真田廣之
- 二宮繭 - 櫻井幸子
- 新庄徹 - 赤井英和
- 藤村知樹 - 京本政樹
- 相澤直子 - 持田真樹
- 二宮耕介 - 峰岸徹
- 佐伯麻美 - 中村榮美子
- 三澤千秋 - 渡邊典子
- 樋口尚樹 - 黑田亞瑟
- 三澤祐藏 - 小坂一也
- 坂入主任 - 金田明夫
- 宮原志乃 - 山下容莉枝
- 新庄貴廣 - 森田洸輔
- 羽村和人 - 三浦浩一
- 田邊里佳 - 若林志穗

#### 各集標題
- 第1話「禁斷的愛與不知情」
- 第2話「嘆息的天使」
- 第3話「同性愛」
- 第4話「為我而哭」
- 第5話「衝擊的一夜」
- 第6話「分手的情人節」
- 第7話「狂亂的果實」
- 第8話「隱藏的羈絆」
- 第9話「超越禁斷的愛」
- 第10話「我們的失敗」
- 第11話「永遠的沉睡」

### 2003年的高校教師
- 2003年1月10日～3月21日由TBS播出，全11集。
- 平均收視率10.8%、最高收視率14.9%

#### 故事劇情
這個故事主要圍繞三個人，湖賀郁巳、町田雛及工藤紅子。
郁巳一心把自己從孤獨的漩渦拯解出來，跟女孩雛，一個夢想把自己變成與眾不同的女孩，戀上的故事。某天晚上，他們在一間遊戲機中心相遇，雛說自己是一美容師，20歲，郁巳便與雛回到自己的住所。雛擔心郁巳想跟他上床，讓雛意外的是，郁巳只要求她躺在他身旁度過漫漫長夜。
然而，兩人沒想到他們的關係竟然是師生。郁巳竟是雛就讀的高中代課新老師，這段不被允許的戀情究竟該如何發展下去......

#### 角色
- 湖賀郁巳 - 藤木直人

湖賀郁是一名數學天才，本來於教育部當高官，但因發現患有癌症辭職。町田雛一個是清純的高中女生，因一次感情低落而遇上郁巳，因而發了一段讓人扼腕流淚的故事。湖賀郁巳是一個只有半年生命的才子，為了不讓身邊的人傷心痛苦隱瞞了自己的病情，辭了職與女朋友分手。空有一個軀殼而又極其懼怕寂寞的湖賀去了一個女子學校擔任數學教師，準備一個人靜靜地離開這個世界。
- 町田雛 - 上戶彩

上戶彩扮演的小雛在課堂上第二次與湖賀相遇並在心裡埋下了愛的種子。一次偶然的事件讓小雛誤認為自己只有半年的生命，湖賀並沒有戳穿這個謊言而是想借由小雛來重建自己。被湖賀深深吸引的小雛，為了僅有的半年時間希望自己能愛上一個人，她吶喊到我要活下去，我要愛.......這正是湖賀的心聲，一個理智而冷靜的人，一個能算出在宇宙中兩人相遇的幾率有多少的人，卻不能控制住自己感情最終被愛所俘虜。
- 工藤紅子 - Sonim
- 上谷悠次 - 成宮寬貴
- 江澤真美 - 蒼井優
- 手島繪美 - 真鍋香織
- 村松保 - 大倉孝二
- 藤村知樹 - 京本政樹
- 橘百合子 - 眞野梓

#### 各集標題
- 第1話「禁斷的愛，再度開始」
- 第2話「老師的祕密」
- 第3話「失眠的兩人」
- 第4話「悲傷的約會」
- 第5話「真夜中的對決」
- 第6話「單戀的巧克力」
- 第7話「兩人結合的夜晚」
- 第8話「不能容許的謊言」
- 第9話「壞掉的老師」
- 第10話「復甦的純愛」
- 第11話「永遠的愛與死」

## 節目的變遷
| 日本 東京廣播公司系列 週五晚間10時   | 日本 東京廣播公司系列 週五晚間10時 | 日本 東京廣播公司系列 週五晚間10時 |
| ------------------------------------ | ---------------------------------- | ---------------------------------- |
|                                      | 高校教師 （2003.1.10 - 2003.3.21） |                                    |
| 妈咪基因 （2002.10.11 - 2002.12.13） | 帥哥醫生 （2003.4.11 - 2003.6.20） |                                    |

## 電影版
1993年11月6日上映。

### 故事劇情
一樹在一次意外欖球賽中將自己好友武志撞跌，武志成為植物人，一樹內疚不已，退出球隊，到女高中當體育老師。就在一個炎夏的暑假裡，一樹與游泳隊的高二學生繭發生了一段師生戀。其後，一樹才明白他為何被她所吸引，是因為她和他一樣，背負孤獨和為世不容的罪咎。

### 角色
- 羽野一樹 - 唐澤壽明
- 柏木繭 - 遠山景織子（日语：遠山景織子）
- 牧野亮子 - 鈴木杏樹
- 牧野武志 - 菊池孝典（日语：菊池孝典）
- 前田洋輔 - 金田明夫（日语：金田明夫）
- 榊美和 - 荻野目慶子（日语：荻野目慶子）
- 土井 - 田山涼成（日语：田山涼成）
- 真鍋 - 大杉漣